# Union mondiale des femmes paysannes
Notes
Partenariat avec l'Organisation des Nations Unies pour l'éducation, la science et la culture
L'Union mondiale des femmes paysannes (en anglais : Associated Country Women of the World, ACWW) créée en 1933 est la plus importante organisation de femmes rurales et de travailleuses à domicile. L'ACWW coordonne plus de 365 unions et sociétés de femmes dans 70 pays, avec chacune leurs caractéristiques et activités indépendantes. L'organisation compte 9 millions de membres.
Ses quartiers généraux sont basées à Londres et l'ACWW dispose du statut d'ONG avec un droit de consultation avec certaines agences des Nations unies. Elle agit pour la promotion de la coopération internationale en offrant une aide pratique à ses membres.

## Histoire

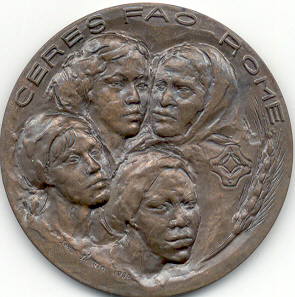
Médaille de bronze commémorative de l'Union mondiale des femmes paysannes, FAO, 1980

À la fin du XIXe des groupes de femmes rurales indépendants voient le jour. La communication entre ces groupes permet aux femmes issues du monde rural de se réunir et de travailler ensemble en vue d'obtenir des objectifs communs. L'union est créée grâce aux actions de Margaret Watt (en), une écrivaine et militante canadienne,.
En avril 1929, à Londres, se tient la première conférence des femmes rurales, à laquelle participent 46 femmes de 24 pays pendant 4 jours. À Vienne en 1930, la conférence adopte une décision du Conseil international des femmes (CIF) de former un « comité de liaison » des organisations de femmes rurales.
À Stockholm, en 1933, le comité devient l'Union mondiale des femmes rurales (ACWW). L'Union des paysannes suisses la rejoint en 1935,.
Ruth Shanks en devient la présidente en 2013,. En 2019, 700 femmes de 84 pays se réunissent à Melbourne. En 2024, c'est Magdie de Kock qui assure la présidence,.

### Objectifs
L'ACWW considère que ce sont les femmes qui souffrent le plus des conflits et des changements climatiques alors qu'elles sont les moins protégées par la législation. L'ACWW porte la voix des femmes rurales sur le plan international grâce aux liens qu'elle entretient avec les agences des Nations unies.
L'ACWW a pour objectif d'augmenter le niveau de vie des femmes rurales et de leurs familles grâce à l'éducation, le développement de programmes communautaires (en) et la formation. L'Union apporte une aide pratique à ses membres afin qu'elles puissent créer des projets entrepreneuriaux générateurs de revenus.
Afin de de relever le niveau de vie des femmes rurales et de leurs familles, l'ACWW accompagne des projets dans les communautés rurales dans les domaines de la santé et de la nutrition, de l'accès au logement et aux ressources hydriques, de l'alphabétisation.
Elle propose une assistance et une planification au niveau des activités micro-économique et une formation au leadership (en) pour encourager les femmes à jouer un rôle moteur dans le développement de leurs communautés.

### Partenariats
L'ACWW fait du lobbying pour les femmes rurales et leurs familles grâce à ses liens avec les Nations unies. En sus de sa participation au comité de liaison ONG-UNESCO l'Union est partenaire de l'Organisation des Nations Unies pour l'alimentation et l'agriculture, l'ACWW est membre des groupes des Nations unies suivants:  
- Working Group on Girls (section de l'UNICEF)
- NGO Committee à l'UNIFEM (section de UN Women)
- NGO Committee à l'UNICEF
- NGO Committee dans le Status of Women
- NGO Committee à Sustainable Development
- NGO Committee à the Family
- NGO Committee à Ageing
- NGO-UNESCO comité de liaison